# Clinostigma exorrhizum
Clinostigma exorrhizum é uma espécie de planta com flor na família Arecaceae. É encontrada somente em Fiji.